# کارل ماکا
کارل ماکا (انگلیسی: Karl Maka؛ زادهٔ ۲۹ فوریهٔ ۱۹۴۴) بازیگر اهل هنگ کنگ است.
از فیلم‌ها یا مجموعه‌های تلویزیونی که وی در آن‌ها نقش داشته‌است، می‌توان به بادیگارد اشاره نمود.